# Edvard Rambusch
Edvard Johan Carl Rambusch (7. maj 1846 i Korsør – 3. januar 1934 på Atlanterhavet) var en dansk officer og politiker, bror til Hartvig Rambusch.
Han var søn af fhv. stationsforstander C.A.G. Rambusch (død 1910) og hustru Helene f. Wetehe (død 1892). Han tog præliminæreksamen fra Slesvig Domskole 1863; var telegrafist 1863-74, officersaspirant 1864; ved Landvæsenet 1864-68; korporal 1869; sekondløjtnant 1870; premierløjtnant i Ingeniørkorpset 1874; kaptajn 1883. Han tog afsked 1893 som karakteriseret oberstløjtnant.
Han var revisor i et handelshus 1898-1908, Landstingsmand for 1. Kreds fra 1903 til 1918, medlem af Centralkomiteen fra 1904, af kredsbestyrelsen for Højres Arbejder- og Vælgerforenings 5. kreds (formand fra 1908), bestyrelsesmedlem i Københavns konservative Vælgerforenings 5. (senere 4.) kreds 1890-1919, formand 1908-10, æresmedlem 1919, medlem af komitéen for Garderhøjfortet; Correspondent honoraire for Academie d'Aérastation Méteorologique 1887 og Ridder af Dannebrog.
Han har konstrueret et felttelefonapparat, en blinklanterne til signalisering om natten samt indført en del mindre forbedringer af hærens telegraf- og signalmateriel; forestået organisationen af kystsignal- og udkigstjeneste samt luftballontjeneste i hæren; har forestået opførelsen af Fortunfortet, Bagsværdfortet og Hvidøre Batteri m.m.
Han skrev talrige afhandlinger i blade, tidsskrifter og konversationsleksika ; har holdt et stort antal foredrag om militære, historiske og tekniske emner. Han var medejer af hedeplantagen Lerkenfeldts Bjerge og aktiv i den politiske sag for opdyrkningen af heden. Der blev rejst en mindesten 1927 for hans indsats i dette regi. I 2009 sendte DR et radioprogram om den mangefacetterede person Rambusch.
Han var gift med Julie Theodora f. Kjeldsen, f. 28. december 1843 på Lerkenfeldt, d. 20. maj 1916 i København, datter af godsejer Mathias Kjeldsen (død 1880) og Hustru Melk f. Faurschou (død 1896).
Hendes gravsten fik denne inskription: I Strid Du var mig Seirens Løn. Mod Tvivl min faste Borg. I Aandens Færd min Muse Skjøn. Min bedste Trøst i Sorg. Ægteparrets gravsted findes på Garnisons Kirkegård i København.
Han døde på Atlanterhavet ombord på motorskibet Milwaukee  under sejlads mellem Funchal og Hamburg efter en rejse til Madeira.

## Udgivelser
- Vort Værn (Forsvarets Historie 1864-84)
- Spørgsmaal og Svar vedrørende Forsvarssagen
- Folkevæbning og Militarisme
- Luftballoner og Luftsejlads, Ved Udvalget for Folkeoplysnings Fremme i kommission hos G. E. C. Gads forlag 1893